# ويليام هنري بوش
ويليام هنري بوش (بالإنجليزية: William Henry Bush) هو شخصية أعمال أمريكي، ولد في 22 أكتوبر 1849 في مارتينسبورغ في الولايات المتحدة، وتوفي في 9 أبريل 1931 في شيكاغو في الولايات المتحدة.